# 2010 في اليابان
فيما يلي قوائم الأحداث التي وقعت خلال عام 2010 في اليابان.

## سياسة

### تعيين في المنصب
- 8 يونيو – ناوتو كان رئيس وزراء اليابان.
- 26 يوليو – ريوكو تاني عضو مجلس المستشارين.
- 17 سبتمبر – سيجي مايهارا وزير الشؤون الخارجية [الإنجليزية]‏.

### انتهاء فترة المنصب
- 28 مايو – ميزوهو فوكوشيما Minister of State for Consumer Affairs and Food Safety [الإنجليزية]‏.
- 8 يونيو – ناوتو كان نائب رئيس وزراء اليابان [الإنجليزية]‏.
- 8 يونيو – يوكيو هاتوياما رئيس وزراء اليابان.
- 25 يوليو – ميكيو أوكي عضو مجلس المستشارين.
- 17 سبتمبر – سيجي مايهارا Minister of Land, Infrastructure, Transport and Tourism [الإنجليزية]‏.

## رياضة
- 10 أكتوبر – جائزة اليابان الكبرى 2010 الفائز سباستيان فيتل.

## ظهور
- 1 يناير – أريا
- 28 نوفمبر – بيبي ميتال

## أفلام
من الأفلام التي صدرت هذه السنة في اليابان:
- 1 يناير – بانديج من إخراج تاكيشي كوباياشي.
- 1 يناير – بليتش: قصيدة الجحيم من إخراج نوريوكي أبيه.
- 1 يناير – تيكن من إخراج دوايت إتش ليتل.
- 17 أبريل – المحقق كونان: السفينة الضائعة في السماء من إخراج ياسويشيرو ياماموتو.
- 17 مايو – الغضب من إخراج تاكيشي كيتانو.
- 19 يوليو – بونيو من إخراج هاياو ميازاكي.
- 22 يوليو – سكوت بيلجرام يواجه العالم من إخراج إدغار رايت.
- 13 نوفمبر – الشبح بين ذراعيك مجددا من إخراج Tarō Ōtani  [لغات أخرى]‏.

## برامج ومسلسلات وأنمي
- سكان تو غو
- مجرة الحصير
- سيتوكاي ياكويندومو
- سينغوكو باسارا: ملوك الساموراي
- عدن الشرق

## كتب
من الكتب التي صدرت هذه السنة في اليابان:
- 18 أغسطس – مجرة الحصير من تأليف Tomihiko Morimi [الإنجليزية]‏.

## وفيات

### يناير
- 1 يناير – هيروشي سايكي (مواليد 1936) لاعب كرة قدم ياباني.
- 4 يناير – تسوتومو ياماجوتشي (مواليد 1916) مهندس ياباني.
- 13 يناير – إيسامو تانوناكا (مواليد 1932) مؤدّي صوت ياباني.
- 17 يناير – دايسكي غوري (مواليد 1952)

### فبراير
- 26 فبراير – نوجابيس (مواليد 1974) موسيقي ياباني.

### أبريل
- 9 أبريل – هيساشي إينوي (مواليد 1934) كاتب مسرحي ياباني.

### يوليو
- 9 يوليو – نوبويوشي تامورا (مواليد 1933)
- 19 يوليو – دايكي ساتو (مواليد 1988) لاعب كرة قدم ياباني.

### أغسطس
- 24 أغسطس – ساتوشي كون (مواليد 1963) رسام وكاتب وفنان.

### سبتمبر
- 5 سبتمبر – شويا توميزاوا (مواليد 1990) متسابق دراجات نارية ياباني.

### أكتوبر
- 29 أكتوبر – تاكيشي شودو (مواليد 1949) كاتب سيناريو ياباني.
- 30 أكتوبر – ناتشي نوزاوا (مواليد 1938)

### ديسمبر
- 13 ديسمبر – تاكيشي واتابي (مواليد 1936)